# Polizeiruf 110: Ein feiner Tag für den Bananenfisch
Ein feiner Tag für den Bananenfisch ist ein Fernsehfilm aus der Krimireihe Polizeiruf 110. Der vom Bayerischen Rundfunk produzierte Beitrag ist die 418. Polizeiruf 110-Episode und wurde am 18. Mai 2025 im Ersten ausgestrahlt. Die Münchner Kommissarin Cris Blohm ermittelt in ihrem vierten Fall. Der Titel ist eine Anspielung auf die Kurzgeschichte A Perfect Day for Bananafish von J. D. Salinger.

## Handlung
Im Münchner Bahnhofsviertel wird ein Mann tot aufgefunden – erschossen und mit einem Fischernetz bedeckt. Das Ermittlerteam um Blohm/Eden identifiziert ihn als einen einheimischen Immobilienbesitzer und erklärt sich das Netz als Erkennungsmal einer süd- oder osteuropäischen Mafia, die mit dem Mord ihrem Anspruch auf begehrten Baugrund Nachdruck verleihen will. Das Filmmaterial auf den Überwachungskameras führt die Ermittler auf die Spur der mutmaßlichen zwei Täter sowie drei möglicher Zeugen, die – kostümiert und barfuß, die Schuhe in Händen – offenbar flüchten. Ihre Identität ist rasch geklärt: Im Nachtklub „Rainbow“, nahe dem Tatort, treten sie gemeinsam als Dragqueens auf. In ihrer Erstvernehmung noch abweisend, vermutlich aus Angst vor Racheakten seitens der Mafia, lenken sie ein und werden kooperativ, als die Täter buchstäblich vor der Tür stehen, um sie als Augenzeuginnen aus dem Weg zu räumen. Zu ihrem Schutz quartiert man das Trio in einem stillgelegten Landhotel ein, begleitet von Blohm und Eden. Unausgesprochen soll die Maßnahme auch dazu führen, dass sie bereit sind, vor Gericht auszusagen.
Der mehrtägige Aufenthalt in einer Art Quarantäne bietet dafür günstige Voraussetzungen. Es kommt zu Begegnungen abseits eingefahrener Gleise, persönlicherem Kennenlernen, Abbau von Vorurteilen und einem Mindestmaß an gegenseitigem Vertrauen, sodass in einigen ruhigen, entspannten Momenten aus Verhören Gespräche werden und aus Klischeefiguren Menschen. Alle öffnen sich ein Stück weit und geben etwas Wichtiges von sich preis, was viel mit ihrem Gewordensein zu tun hat und wenig mit dem zu lösenden Fall. Nach einer ausgelassenen Party meldet sich dieser jedoch ungerufen zurück. Zum zweiten Mal steht das Täterpaar vor der Tür, erneut gelingt die überstürzte Flucht, allerdings mit dem Handikap, dass Eden durch einen Streifschuss außer Gefecht gesetzt wird. Die angeforderte Verstärkung trifft gerade noch rechtzeitig ein und setzt das Verfolgerduo fest. Die Hoffnung, dass die Dragqueens vor Gericht aussagen, erfüllt sich; angemessen belohnt wird ihr Mut nicht, sind doch die aus Albanien stammenden Täter noch minderjährig und haben gute Aussichten, vor Ablauf ihrer ohnehin milden Strafe wieder auf freiem Fuß zu sein. Cris Blohm entschließt sich daher zu einem gewagten Schritt: Um die Dragqueens wehrhaft zu machen, schenkt sie ihnen eine ausgemusterte Dienstwaffe und fordert sie auf, umgehend den Waffenschein zu machen und diese dann anzumelden.

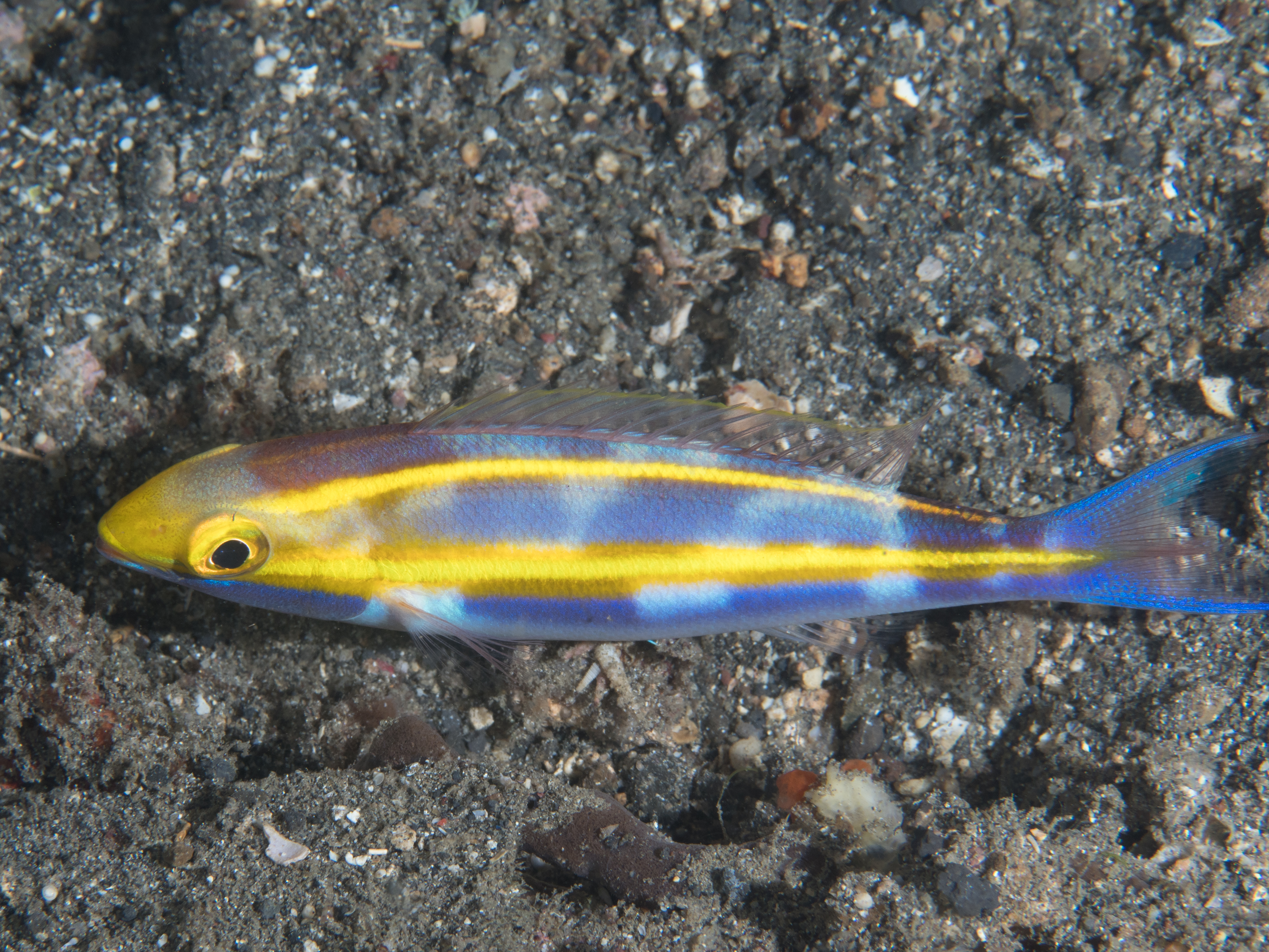
Ein Bananenfisch

## Titel und Thematik
„Das war kein feiner Tag für den Bananenfisch!“, ruft eine der Dragqueens, als sie sich auf der Flucht vor den Auftragskillern in einem Feld verstecken. Mehr als diesen einen verbalen Bezugspunkt zum Titel – noch dazu verneint – bietet der Film nicht an. Dafür hilft eine Äußerung von Drehbuchautor Günter Schütter weiter: „Ein Bananenfisch ist ein hübscher Fisch. Gelb ist er und leuchtend. Und er lebt in Gestalt von etwas anderem. In Gestalt einer Banane. Auch das Tierreich bzw. die Natur kennt Tiere, die verkleidet sind. Das ist die Gemeinsamkeit der Natur mit Dragqueens. Auch Dragqueens leben in Verkleidung.“
Die Filmbesprechung, die Schütters Aussage zitiert, trägt den Titel „Paradiesfische, Bananenfische, Immobilien-Haie und Ermittlungsfischer“. „Paradiesfische“ verweist auf „Paradiesvögel“, einst die gebräuchlichste metaphorische Bezeichnung für Dragqueens generell, heute eher speziell für diejenigen unter ihnen, die sich besonders auffällig kleiden bzw. exzentrisch verhalten, was für alle drei im Film (Menora, Peekabou, Tulip) zutrifft. „Immobilienhai“ ist eine bereits in der Umgangssprache etablierte Metapher, die hier noch einmal bewusst macht, dass hinter den Auftragskillern, die den drei Augenzeuginnen nach dem Leben trachten, die eigentlichen Drahtzieher sitzen, die Kleinkünstlern wie den Dragqueens skrupellos die Existenzgrundlage entziehen, zumeist aber weder entdeckt noch verfolgt werden. Gentrifizierung ist daher ein Thema, das im Film zumindest anklingt; dass es nicht vertieft wird, ist einer der Kritikpunkte gegen ihn.
J. D. Salingers A Perfect Day for Bananafish hat mit dem fast gleichnamigen Film noch mehr gemeinsam als den Aspekt der Verkleidung. In der Kurzgeschichte geht es um einen Kriegsheimkehrer, dessen Schwiegermutter Druck ausübt auf ihre Tochter, um den vermeintlichen Außenseiter zu konformem Verhalten zu nötigen. Der Film variiert die Konfliktparteien, indem er ein Schlaglicht auf die Mütter der drei Dragqueens wirft und die jeweiligen Langzeitfolgen ihrer Einflussnahme andeutet. Peekabous Mutter ist eine penetrante „Übermutter“ ähnlich der in Salingers Geschichte, deren Dauerpräsenz das „Kind“ nie in die Eigenständigkeit entlässt. Tulips Mutter ist das genaue Gegenteil: eine bindungsunfähige „Nichtmutter“, deren frühzeitig verstoßenes Kind unter Alpträumen und Verlassensangst leidet. Menoras Mutter erscheint zwiespältig: einerseits charakterstark mit nachhaltiger Vorbildwirkung, andererseits traditionsverhaftet, da ihr – in Sorge um den Ruf der aus dem Iran eingewanderten Großfamilie – das Verständnis fehlt für den Weg ihres Sohnes, sodass letztlich er den endgültigen Bruch vollzieht und seine Sehnsucht nach liebender Anerkennung ungestillt bleibt. – Dass die Mütter hier stellvertretend für Familie und Gesellschaft stehen, versteht sich für ein Kunstwerk von selbst. Salingers Kurzgeschichte und Zahavis Film, so Elmar Krekeler, handeln daher vom „bürgerlichen Konformitätsdiktat und seinen Folgen, dem Aufbrechen und Ausbrechen aus engen Welten, der Sehnsucht nach kindlicher Unschuld und einer Familie abseits der heteronormativen, die alles außer der Reihe für irre und unwert hält“.

## Hintergrund
Der Film wurde vom 5. August 2024 bis zum 3. September 2024 in München und Umgebung gedreht.

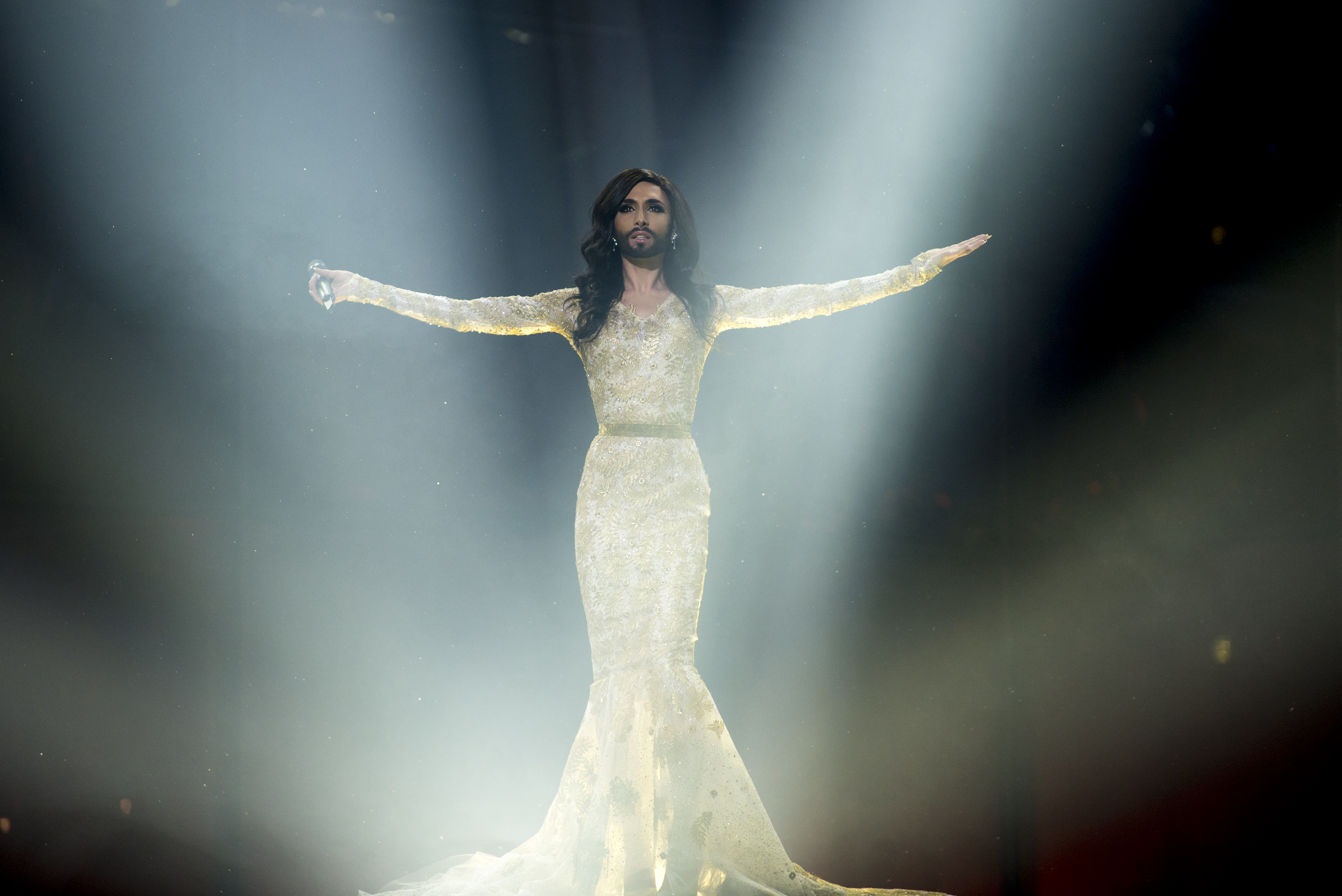
Conchita Wurst alias Thomas Neuwirth, seit Gewinn des ESC 2014 eine der bekanntesten Dragqueens, kommt im Film auch am Rande vor

## Rezeption

### Kritiken
Ein feiner Tag für den Bananenfisch polarisierte nicht nur das Fernsehpublikum. Rezensionen ohne klar erkennbare Tendenz zur Zustimmung oder Ablehnung sind daher eher die Ausnahme, so in prisma.de, Frankfurter Rundschau und FAZ. Am ausgewogensten erscheint das Urteil von Eric Leimann (prisma.de): Insgesamt sei der vierte Fall von Blohm/Eden „beileibe kein Meisterwerk“ und „eindeutig schwächer“ als der dritte (Jenseits des Rechts). Das beschränke sich jedoch auf den ersten Teil, in dem man zahlreiche Klischees „aushalten“ müsse. Im zweiten Teil werde der Polizeiruf dann „über klug geschriebene und berührend gespielte Begegnungen […] richtig stark“.
Im Gegensatz dazu richtet sich die Kritik in den eindeutig negativen Rezensionen (NZZ, ZEIT, Der Spiegel) gerade auf den zweiten Teil. Paul Jandl (NZZ) bezeichnet die Art und Weise, wie der Film das Sich-näher-Kommen der fünf Protagonisten in Szene setzt, ironisch als „Erziehungsmärchen“ mit „einer Art Teambuilding“, und Matthias Dell (ZEIT) nicht minder spöttisch als „Bildungsroman“ in „Ferienlager“-Atmosphäre. Christian Buß (Der Spiegel), der dem „völlig entgleisten“ Polizeiruf einen von zehn Punkten zugesteht, verschärft den Ton noch; die wilde Party, die „Cops und Queens“ gemeinsam feiern, hält er für „dramaturgisch völlig abstrus“, und die Szene, in der die Dragqueens beim Schusswechsel ängstlich kreischen, findet er „beschämend“.
Gibt es Gegenstimmen? Neben zwei wohlwollenden Kritiken (kino.de und tittelbach.tv), die das Drehbuch („brillant“, „klug“, „humorvoll“) und die Regie („mit leichter Hand inszeniert“, „empathisch“, „lebendig“) hervorheben, fällt eine dritte besonders ins Auge: die von Elmar Krekeler (Die Welt). Er hat einen ganz anderen Film gesehen als seine Kritikerkollegen. Die Gespräche zwischen den Protagonisten, über die sie sich mokieren, empfindet er als „tief“ und „bewegend“; die Party, die ihnen völlig deplatziert erscheint, ist für ihn ein „shakespearescher Sommernachtstraum“; und wo andere am Schluss bestenfalls „Ratlosigkeit“ bekunden, ist sein Grundgefühl: „Man geht […] ganz gerührt aus diesem Film.“ – Mehr Gegensatz geht kaum!

### Einschaltquoten
Die Erstausstrahlung von Ein feiner Tag für den Bananenfisch am 18. Mai 2025 wurde in Deutschland von 7,02 Millionen Zuschauern gesehen und erreichte einen Marktanteil von 28,0 % für Das Erste.